# 1992 en hockey sur glace
Cette page présente les éléments de hockey sur glace de l'année 1992, que ce soit d'un point de vue rencontres internationales ou championnats nationaux. Les grandes dates des différentes compétitions sont données ainsi que les décès de personnalités du hockey mondial.

## Amérique du Nord

### East Coast Hockey League
- Les Admirals de Hampton Roads remportent la coupe Riley pour la seconde fois.

## International

### Jeux Olympiques
Certains prédisaient que les russes seraient perturbés par la chute de l'URSS, mais ce n'est pas le cas et les joueurs de l'Équipe unifiée de l’ex-URSS remportent une nouvelle médaille d'or en battant les canadiens en finale 3 à 1.

## Autres Évènements

### Décès
- 18 janvier : Alexandre Almetov
- février : Arkadi Tchernychev
- 14 mars : Bill Allum
- 7 avril : Ace Bailey
- 25 juin : Lawrence Cahan
- 3 juillet : Wally Kilrea
- 29 juillet : Michel Larocque
- 8 août : John Kordic
- 24 octobre : Jimmy Orlando
- 18 novembre : Ted Garvin
- 25 novembre : Dmitri Oukolov
- 19 décembre : Vladimir Grebennikov
- 22 décembre 1992 : Ivan Tregoubov